# Roberto Jiménez Gago
Roberto Jiménez Gago (nascut el 10 de febrer de 1986 a Madrid) és un exfutbolista professional madrileny que jugava com a porter.